# Винт регулируемого шага
Винт регули́руемого ша́га, винт переме́нного ша́га или винт изменя́емого ша́га (ВРШ, ВИШ) — винтовой движитель (гребной или авиационный винт), угол установки лопастей которого не задан при производстве, а может изменяться непосредственно в процессе эксплуатации. При этом лопасти винта поворачиваются вокруг своей длинной стороны.
Подвидом ВРШ являются реверсивные гребные винты, в которых шаг может быть установлен на отрицательные значения. Такие винты могут создавать обратную тягу для торможения или движения назад без необходимости изменения направления вращения гребного вала.
ВРШ состоит из ступицы, лопастей и механизма, осуществляющего поворот и фиксацию лопастей.
Данный тип винтов сложнее, тяжелее и дороже винтов фиксированного шага, однако он широко используется в кораблестроении и авиации. Изменяемый шаг винта позволяет поддерживать эффективность движителя близкой к оптимальной вне зависимости от скорости движения носителя в потоке. Также он позволяет реализовать реверс движителя без изменения направления его вращения — за счёт поворота лопастей в нужном направлении (так, чтобы упор движителя был направлен против движения объекта).

## Преимущества
Преимуществом ВРШ является возможность длительного поддержания сколь угодно малой скорости хода, вплоть до полной остановки судна без остановки и реверсирования главного двигателя даже при полных оборотах, что может быть жизненно важно при маневрах в негабаритных местах (например, при швартовке). Винт регулируемого шага может быть эффективным для всего диапазона скоростей вращения и условий нагрузки, поскольку его шаг будет изменяться для поглощения максимальной мощности, которую способен давать двигатель. Изменяя угол поворота лопастей можно получить более высокий КПД, тем самым экономя топливо. Судно с ВРШ может быстрее набирать ход  и эффективнее останавливаться, что делает управление судном более безопасным. ВРШ может также улучшить маневренность судна, направляя на руль более сильный поток воды.

## Применение
Гребные винты регулируемого шага традиционно используется на судах, скорость которых изменяется в широких пределах при заданной мощности двигателя, например буксиры, траулеры, тральщики, а также на судах, т.е. на всех судах, к которым предъявляется требования к маневренности. Например, на ролкерах, ВРШ настраиваются на минимальный шаг при швартовке к грузовому терминалу, на крейсерской скорости, шаг винта напротив, выставляется максимальным.
Для судов, которые требуют особой точности управления, например с суда с динамическим позиционированием, винты регулируемого шага могут использоваться не только как движители, но и в подруливающих устройствах.

## Недостатки
Главный недостаток ВРШ, в том, что он как и любой другой гребной винт, является уникальным изделием, то есть его характеристики определяются проектом судна. А так как управление углом поворота лопастей осуществляется как правило, через гребной вал, то и он должен быть уникальным изделием, поскольку длина и диаметр гребного вала индивидуальна для каждого судна. Штанга управления ВРШ, как правило управляется через реверс-редуктор, значит не только винт и валопровод, но и редуктор должен быть специального исполнения. ВРШ практически невозможно изготовить и отремонтировать в условиях верфи, их изготовлением занимаются специальные компании, которых во всем мире насчитывается не очень много.
Поэтому суда, которые обычно работают со стандартной скоростью (например, большие балкеры, танкеры и контейнеровозы) обычно имеют винт фиксированного шага, оптимизированный для этой скорости, это позволяет сильно снизить стоимость постройки судна.
Использование гребного винта регулируемого шага на судне в ледовых условиях (например, на ледоколах) не эффективно в связи с большой вероятностью поломки такого винта о лёд.

## История
Винты регулируемого шага (ВРШ) впервые появились в середине XIX в., когда на пароходах с механическим двигателем всё ещё сохранялось парусное вооружение. Из-за малой надёжности ранних паровых машин основным движителем оставался парус, а механические двигатели использовались в штиль или для более эффективного маневрирования. Однако при движении под парусами застопоренный винт создавал значительное гидравлическое сопротивление и тормозил судно. Первоначально эта проблема решалась подъёмом винта из воды, затем в 1844 году Вудкрофт предложил конструкцию винта с лопастями, которые могли поворачиваться вдоль движения судна. Известны также винты с поворотными лопастями конструкции Модслея (1848 г.) и Бевиса (1869 г.).
В ранних конструкциях ВРШ лопасти поворачивались с помощью механизма, расположенного в ступице винта, и механического привода в виде муфты, смонтированной на гребном валу.